# Charles Augustus Young
Charles Augustus Young, ameriški astronom in astrofizik, * 15. december 1834, Hanover, New Hampshire, ZDA, † 3. januar 1908, Hanover.

## Življenje in delo
Young je diplomiral na Univerzi v Dartmouthu, kjer je bil profesor od leta 1865 do 1877 in na Univerzi Princeton, Princeton, New Jersey od leta 1877 do 1905.
Prvi je proučeval spektre Sončeve korone in se ukvarjal s spektroskopijo Sonca. Proučeval je razne pojave na Soncu. Opazoval je Sončeve mrke.
Bil je uspešen učitelj in je napisal več učbenikov astronomije.
Med ostalim je objavil Sonce (The Sun) (1881); Astronomski priročnik (Manual of Astronomy) (1902). Veliko let kasneje leta 1927, ko so Henry Norris Russell, Raymond Smith Dugan in John Quincy Stewart napisali svoj učbenik v dveh knjigah, so ga poimenovali Astronomija: Popravljena izdaja Youngovega Astronomskega priročnika (Astronomy: A Revision of Young’s Manual of Astronomy) (Ginn & Co., Boston, 1926-27, 1938, 1945).

## Priznanja

### Poimenovanja
Po njem se imenuje asteroid glavnega pasu 2165 Young.
1. 1 2  data.bnf.fr: platforma za odprte podatke — 2011.
2. 1 2  Encyclopædia Britannica